# Guatteria foliosa
Guatteria foliosa este o specie de plante angiosperme din genul Guatteria, familia Annonaceae, descrisă de George Bentham. Conform Catalogue of Life specia Guatteria foliosa nu are subspecii cunoscute.